# 馬克·布歷治
馬克·羅拔·布歷治（英語：Mark Robert Bridge，1985年11月7日—），生於悉尼，澳洲职业足球运动员，现效力於澳洲職業足球聯賽球會西雪梨流浪者队。

## 球會生涯
2005年他由帕拉馬特力量轉投A-league球隊紐卡素噴射機，合約屆滿後，轉至悉尼FC，2009年2月11日，以借將身份轉至中国足球超级联赛球会天津泰達直至季尾。

## 國際賽生涯
他第一次替澳洲上陣是在2008年3月對新加坡的友誼賽，他亦代表國家隊出席2008年北京奧運。

## 榮譽
紐卡斯爾噴射機:
- A-League 冠軍: 2007-2008

個人榮譽:
- 紐卡斯爾噴射機 澳洲球員先生: 2006-2007

## 連結
- Sydney FC profile
- FFA - Olyroo profile